# Asrani
Govardhan Asrani, noto solo come Asrani (Jaipur, 1º gennaio 1940), è un attore e regista indiano.
Nella sua carriera, iniziata nel 1959, ha preso parte a oltre 440 produzioni, soprattutto cinematografiche ma anche televisive. Ha all'attivo anche sei film da regista, uno da sceneggiatore e uno da produttore

## Filmografia
Attore (lista parziale):
- Namak Haraam, regia di Hrishikesh Mukherjee (1973)
- Anhonee, regia di Ravi Tandon (1973)
- Aaj Ki Taaza Khabar, regia di Rajendra Bhatia (1973)
- Abhimaan, regia di Hrishikesh Mukherjee (1973)
- Chor Machaye Shor, regia di Ashok Roy (1974)
- Bidaai, regia di L. V. Prasad (1974)
- Sholay, regia di Ramesh Sippy (1975)
- Rafoo Chakkar, regia di Narender Bedi (1975)
- Chhoti Si Baat, regia di Basu Chatterjee (1976)
- Pati Patni Aur Woh, regia di B. R. Chopra (1978)
- Sargam, regia di K. Viswanath (1979)
- Ek Duuje Ke Liye, regia di K. Balachander (1981)
- Teri Meherbaniyan, regia di B. Vijay Reddy (1985)
- Prem Qaidi, regia di K. Murali Mohan Rao (1991)
- Ek Ladka Ek Ladki, regia di Vijay Sadanah (1992)
- Gardish, regia di Priyadarshan (1993)
- Baṛe miyā̃ choṭe miyā̃, regia di David Dhawan (1998)
- Hera Pheri, regia di Priyadarshan (2000)
- Tujhe Meri Kasam, regia di Vijay K. Bhaskar (2003)
- Hulchul, regia di Priyadarshan (2004)
- Khatta Meetha, regia di Priyadarshan (2010)

Regista:
- Amdavad No Rikshawalo (1974)
- Chala Murari Hero Banne (1977) - anche sceneggiatore
- Salaam Memsaab (1979)
- Hum Nahin Sudhrenge (1980) - anche produttore
- Dil Hi To Hai (1992)
- Udaan (1997)

## Premi
- Filmfare Awards
  - 1974: "Best Performance in a Comic Role" (Aaj Ki Taaza Khabar)
  - 1977: "Best Performance in a Comic Role" (Balika Badhu)